# Manuel Astur
Manuel Astur  (Sama de Grado, Asturias, 1980) es escritor, poeta y editor. Ha publicado relatos en varias antologías, así como los poemarios "Y encima es mi cumpleaños" (2013), y  "El fruto siempre verde" (2024), la antología de cuentos Zen "En el cielo, una nube", las novelas "Quince días para acabar con el mundo" (2014) y "San: el libro de los milagros" (2020) y los ensayos "Seré un anciano hermoso en un gran país "(2016) y "La aurora cuando surge " (Acantilado, 2022). En 2017 fue elegido una de las «Diez nuevas voces más interesantes del continente europeo» en el marco del proyecto Literary Europe Live.

## Obra publicada

### Novela
- San: el libro de los milagros (Acantilado, Barcelona, 2020). ISBN 8417902287
- Quince días para acabar con el mundo (Principal de los Libros, Barcelona, 2014). ISBN 978-84-942234-2-6

### Poesía
- El fruto siempre verde (Acantilado, Barcelona, 2024). ISBN 978-84-19958-33-4
- Y encima es mi cumpleaños (Esto no es Berlín, Madrid, 2013). ISBN 978-84-616-1709-8

### Ensayo
- La aurora cuando surge (Acantilado, Barcelona, 2022). ISBN 978-84-18370-89-2
- Seré un anciano hermoso en un gran país (Sílex, Madrid, 2016). ISBN 978-84-773-7626-2

### Cuentos
- En el cielo, una nube (Satori, Gijón, 2023). ISBN 978-84-19035-54-7

### En antologías
- Lupe Letteratura Selvaggia (Rivista Lupe, Italia, 2025).[8]
- Esto es un cuerpo (Comisura, Madrid, 2025). ISBN 978 84 09 67781 8
- Veinte aullidos del pianista (Demipage, Madrid, 2023). ISBN 978-84-941089-0-7
- La casa del poeta (Trampa, Barcelona, 2021). ISBN: 978-84-18469-07-7
- Mi madre es un pez (Libros del Silencio, Barcelona, 2011; edición y prólogo de Sergi Bellver y Juan Soto Ivars). ISBN 978-84-938531-7-4
- Pervertidos (Traspiés, Granada, 2012; selección de José Antonio López). ISBN 978-8493950545
- Nómadas (Playa de Ákaba, Barcelona, 2013; selección y prólogo de Elías Gorostiaga). ISBN 978-84-941451-4-8